# Нико Попов
Нико Николов Попов е български общественик, първи кмет на Бургас.

## Биография
Нико Попов е роден на 12 октомври 1836 година в Бургас, тогава в Османската империя. Брат е на митрополит Симеон Варненски и Преславски, а негов син е видният историк Петър Ников. На 7 февруари 1878 година, ден след освобождението на града, встъпва в длъжността на кмет на първото градско общинско управление. Негов заместник е Панайот Русалиев, а секретари са Стоян Шивачев и Мавруди Стойчев. В периода 15 януари 1879 година и 29 август 1880 година е председател на Бургаска община. За време на управлението си активно подпомага местното население и руските войници за което е награден с бронзов медал от Сливенския губернатор. Нико Попов умира на 5 септември 1905 година във Варна.